# Quist epididimari
Un quist epididimari o quist d'epidídim és un quist en l'epidídim que conté líquid serós. És difícil de diferenciar d'un espermatocele, excepte per aspiració, ja que un espermatocele conté espermatozoides i té un aspecte lletós.
En pediatria, la presentació clínica més freqüent es produeix quan en un examen físic de rutina es troba casualment, i després es confirma per ecografia escrotal. Tot i que es desconeix la causa exacta dels quists epididimaris, és probable que sigui una anomalia congènita associada a desequilibris hormonals durant l'etapa embrionària de desenvolupament.